# Serranus accraensis
Serranus accraensis és una espècie de peix de la família dels serrànids i de l'ordre dels perciformes.

## Morfologia
Els mascles poden assolir els 20 cm de longitud total.

## Distribució geogràfica
Es troba des de Guinea Bissau i Ghana fins a Angola.